# Golspie Stone

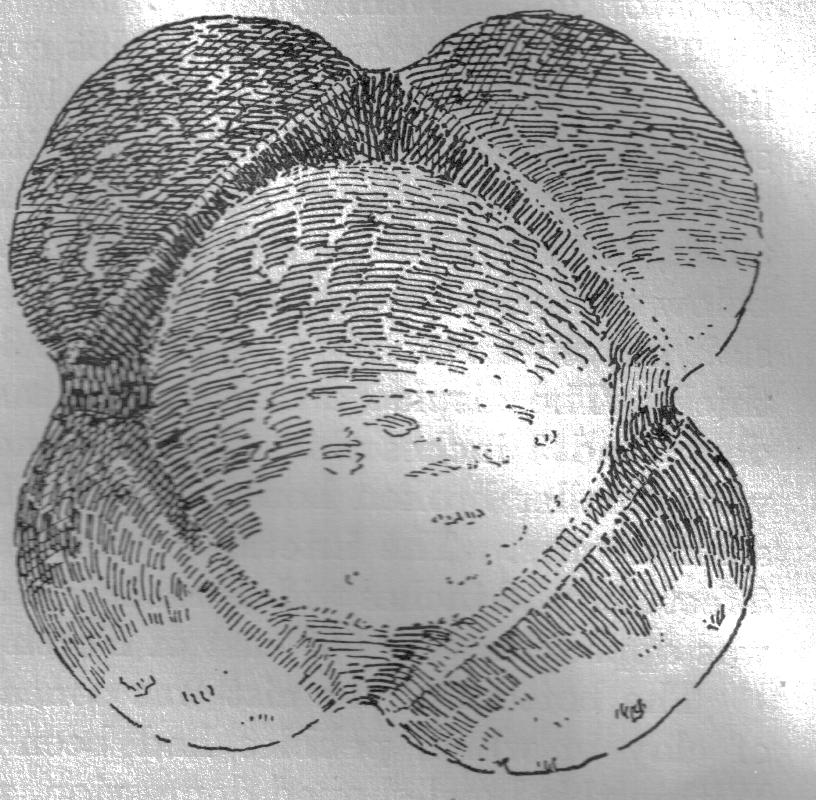
Carved Stone Ball

Der Golspie Stone ist ein piktischer Symbolstein der Class II mit Symbolen und Oghamschrift, der seit 1868 im Dunrobin Museum im Dunrobin Castle in Golspie in den Highlands in Schottland steht.
Es ist eine rechteckige Platte aus violettem Sandstein, etwa 1,8 Meter hoch, an der Basis 80 Zentimeter, an der Spitze 60 Zentimeter breit und 15 Zentimeter dick, die auf der Vorderseite in Relief geschnitzt, ein Kreuz trägt, umgeben von Platten von Flechtwerk (engl. Interlacing). Die Rückseite trägt die eingeschnittenen Symbole. An der oberen und rechten Kante ist eine Oghamschrift geschnitten. Die Symbole bestehen aus einem doppelt-gegenständigen dekorierten Rechteck, einem „Pictish Beast“, einem bewaffneten Mann mit einem Wolf/Hund, dem Fisch, der piktischen Blume, dem Halbmond, dem Doppel-, V-Stab und Z-Stab sowie einem Paar Schlangen.
Der ursprüngliche Standort für eine christliche Kreuzplatte des 8.–9. Jahrhunderts wäre eine zeitgenössische Kirche. Die einzige, die in der Gegend bekannt ist, ist Kilmailie. Aber der Stein stand von 1780 bis 1856 auf dem Friedhof von Golspie. Eine die Vorderseite verunstaltende Inschrift lautet: „Hier ist das Grab von Robert Gordon, ältester Sohn von Alex Gordon von Sutherland“ und bezieht sich offensichtlich auf ein Mitglied der Dunrobin Familie; zwischen 1514 und 1766. Sein Datum und der Begräbnisort von Robert Gordon geben einen vagen Hinweis auf den Standort des Steines zu diesem Zeitpunkt.

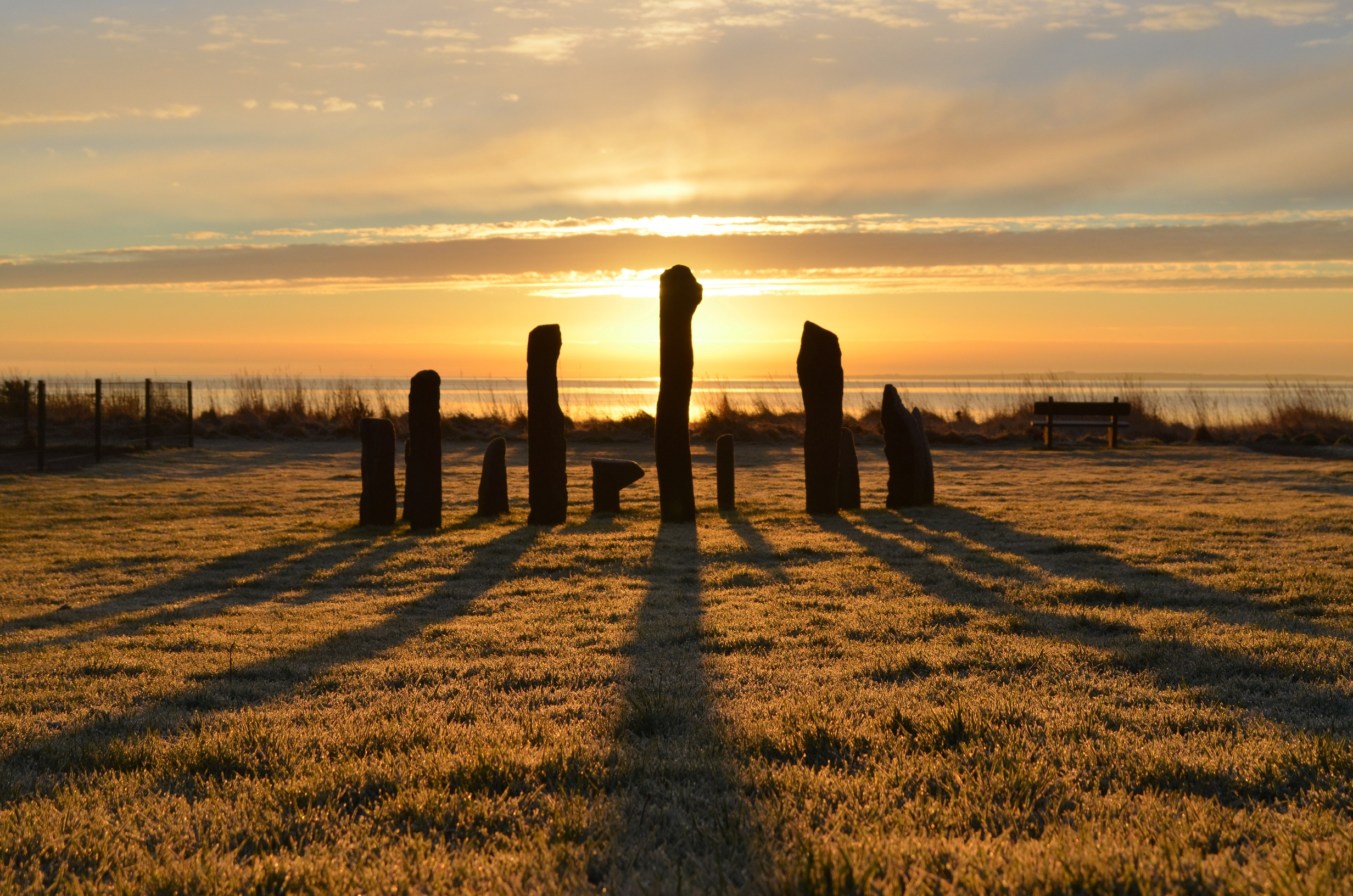
Steinkreis von Golspie

1933 wurde in Golspie ein undekorierter, sechsnoppiger Carved Stone Ball gefunden. Im Ort liegen an der Golspie-lairg Road eine Steinkiste und ein Steinkreisrest.